# Johan Ludvig Runeberg
Johan Ludvig Runeberg (født 5. februar 1804 i Jakobstad, død 6. maj 1877 i Borgå/Porvoo) regnes som Finlands nationaldigter, en status, som især skyldes Fänrik Ståls sägner, som har været af stor betydning for den finske nationalidentitet, og hvor han skildrer en række af de deltagende i krigen 1808-09, herunder general Sandels og feltmarskal Klingspor. Runeberg har også skrevet Finlands nationalsang Vårt land, og arbejdede desuden med en række af antikkens versmønstre, som han gav nordisk indhold.

## Udmærkelser
Projekt Runeberg, det nordiske digitale bibliotek, er opkaldt efter Johan Ludvig Runeberg.
Runebergprisen på 10.000 euro uddeles hvert år 5. februar på digterens fødselsdag. Den uddeles til en finsk forfatter. Der er blevet uddelt siden 1986.
Der er flere veje opkaldt efter Johan Ludvig Runeberg:
- I Sverige findes Runebergsgatan i Stockholm og Nyköping.
- I Finland findes Runeberginkatu i Lohja, Porvoo, Tampere, Hyvinge og Kokkola. Johan Ludvig Runeberginkatu i Helsinki.
- I Danmark findes Runebergsvej i Randers og Runebergs Alle i Søborg.